# Чайка (стадион, Севастополь)
«Стадион Чайка» (укр. Стадіон «Чайка») — бывший футбольный стадион в городе Севастополь. Стадион являлся домашней ареной клуба «Чайка», выступавшего в чемпионатах Украины и СССР.

## История
После постройки в 1930-х годах стадион «Чайка» был главным городским стадионом. Стадион был домашней ареной футбольного клуба Чайка, команда и стадион были «заводскими» и содержались Севморзаводом. Стадион был построен рядом с микрорайоном Жилкомбинат, в котором жили рабочие Севморзавода. Во время Великой Отечественной войны стадион был разрушен, но в 1964 году был восстановлен.
12 апреля 1990 года на стадионе «Чайка» провела свой первый официальный домашний матч Женская сборная СССР по футболу.
В 1995 году стадион был признан аварийным, а в конце 1990-х был разобран. В настоящее время, на месте стадиона расположен одноимённый рынок.